# Kawasaki Z 550

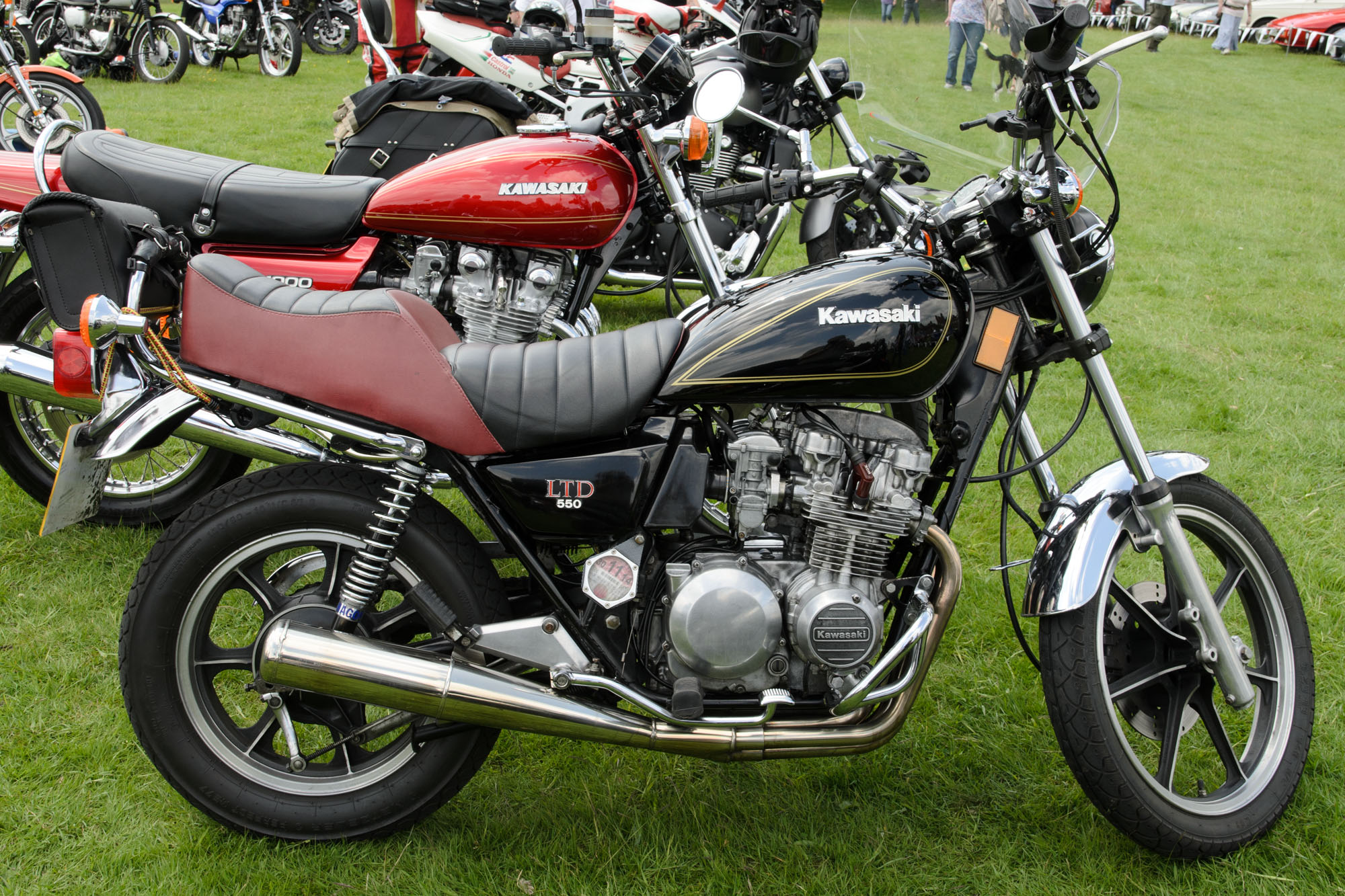
Kawasaki Z 550 LTD

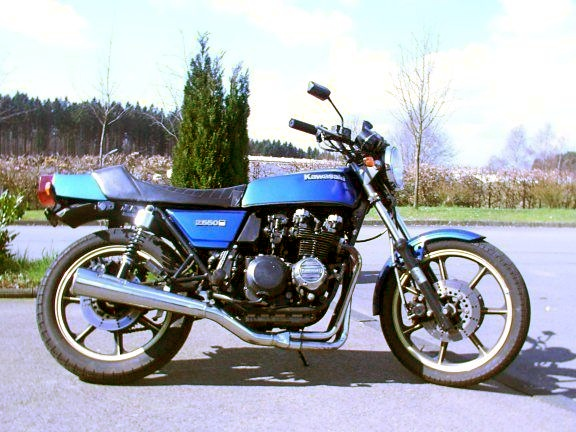
Kawasaki Z 550 B

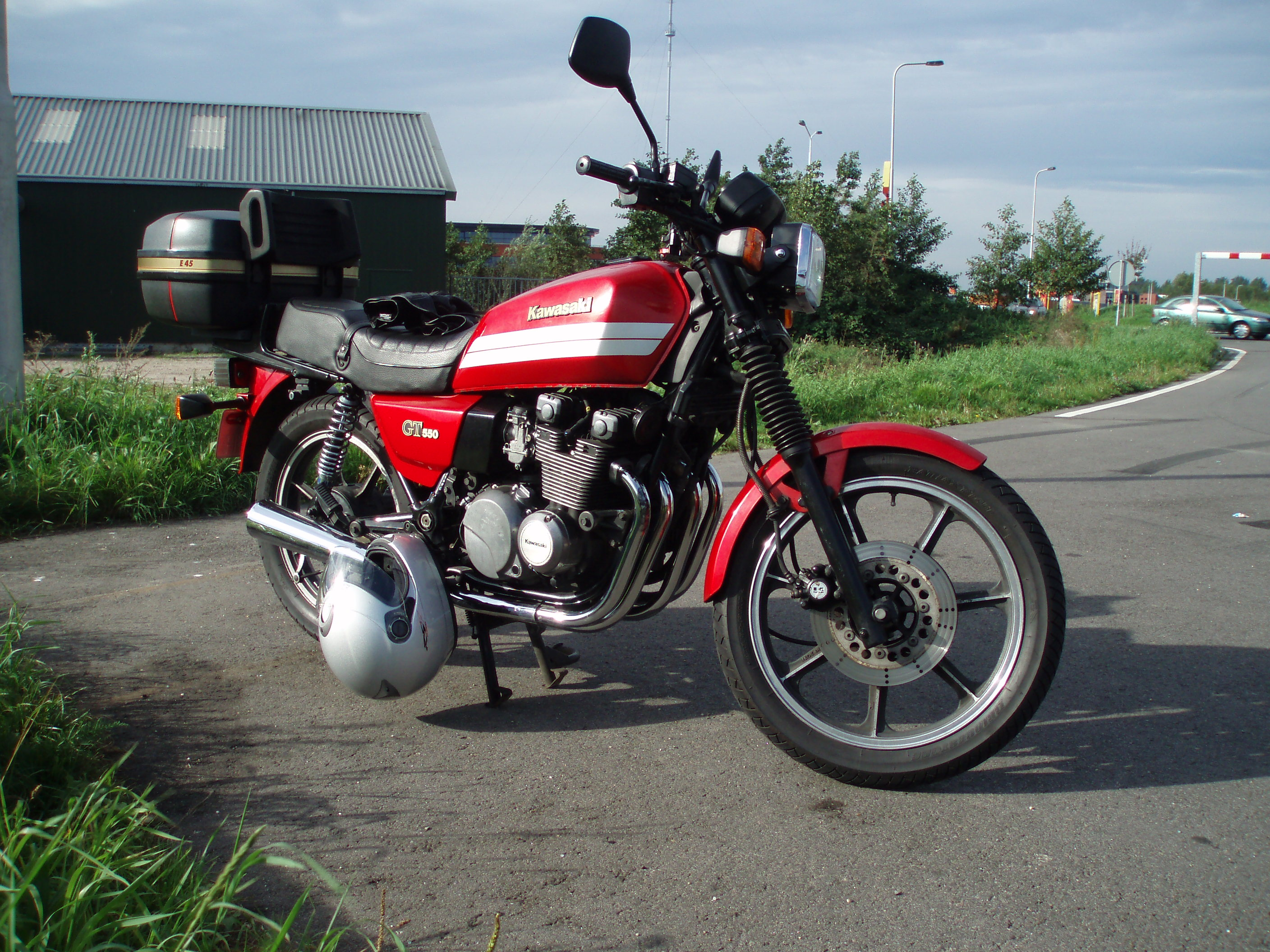
Kawasaki Z 550 GT

Die Kawasaki Z 550 ist ein Motorradmodell der japanischen Firma Kawasaki Heavy Industries.

## Z 550 LTD (Z 550 C)
Im Jahr 1980 kam als erstes Modell der Z 550-Serie die Z 550 LTD auf den Deutschen Markt. Der Motor basiert auf dem der Kawasaki Z 500, vergrößert auf 545 cm³. Das Triebwerk entsprach damit komplett dem der erst ein Jahr später in Deutschland verkauften Z 550 B, jedoch war der Motor der Z 550 LTD nicht Schwarz lackiert. Die Optik der Z 550 LTD entsprach den anderen Modellen der LTD-Serie (siehe: Kawasaki Z 250 C, Kawasaki Z 440, Kawasaki Z 450 LTD), auch hier bestimmten ein hoher Lenker, ein kurzes, verchromtes Schutzblech und kurze, verchromte Schalldämpfer das Erscheinungsbild. Die Sitzbank in 790 mm Höhe war stufenförmig ausgestaltet. Vorne war das Modell in Deutschland mit einer doppelten Scheibenbremse ausgerüstet, hinten mit einer gestängebetätigten Trommelbremse. Die Leichtmetall-Gussräder waren mit Reifen der Marke Dunlop in den Größen 3.25 S 19 vorn und 130/90 S 16 hinten bereift. Ein flacherer Lenkkopfwinkel begünstigte die Auslegung als Chopper. Mit einem Tankinhalt von 13 L wog die Z 550 LTD genau so viel wie das Basismodell. Der Mehrpreis im Vergleich zum Basismodell betrug in Deutschland weniger als 300 DM.
Im Jahr 1981 erhielt das neue Modell, die Z 550 C2, eine Rückstellautomatik für die Blinker und eine Reserveleuchte für den Kraftstoff. Das Modell war in Schwarz oder Dunkelrot lackiert.
Im Jahr 1982 erschien die Z 550 C3 mit Dekorstreifen auf dem Tank, dies wurde bereits 1983 bei der Z 550 C4 wieder geändert.
Im Jahr 1984 wurde die Z 550 C zuletzt verkauft, auf Wunsch auch mit 27 PS.

## Z 550 B
Im Jahr 1980 stellte Kawasaki auf der IFMA in Köln ein Nachfolgemodell der Z 500 vor. Der Motor war um 3 mm aufgebohrt worden und ergab so einen Hubraum von 553 cm³. Äußerlich blieb das Modell, mit Ausnahme einer neuen Lackierung und eines neuen Heckbügels, unverändert. Auch preislich gab es keinen wesentlichen Unterschied zum Vorgängermodell. Der Motor war bereits in der Z 550 LTD (Z 550 C) verbaut worden. Die Z 550 B stellte, da Kawasaki zur gleichen Zeit auch die Z 550 GP anbot, das Basismodell der Serie dar.
Die Nennleistung des Motors belief sich, selbst nach dem Aufbohren, auf 37 kW (50 PS), wurde jedoch bereits bei 8500/min, also 500/min früher, erreicht. Der maximale Drehmoment wuchs auf 45 Nm bei 7000/min an, sodass der Motor bei dieser Drehzahl eine Leistung von 33 kW (45 PS) entwickelt. Die Vergaser waren mit einem Durchmesser von 222 mm identisch mit denen des Vorgängermodells, der Kraftstoffverbrauch sank etwas. Der stufenlos regulierbare Choke der Z 500 wurde ersetzt.
Die im Jahr 1981 erhältliche Z 550 B2, erhältlich in der Lackierung in Rot- oder Dunkelblaumetallic wurde im Jahr 1982 durch die auch in Silbermetallic erhältliche Z 550 B3 abgelöst. Nachdem 1981 der Höchststand der Neuzulassungen erreicht war, wurde das Modell von vielen Händlern zum Teil für weniger als 4000 DM verkauft.

## Z 550 GT
Im Jahr 1983 erschien, in der Erscheinung identisch mit ihrem größeren Schwestermodell Z 750 GT, die Z 550 GT mit einem modifizierten Triebwerk der Z 550 B. Das Modell war ausschließlich in Weinrot erhältlich, der Motor schwarz lackiert, gummigelagert und mit 26 mm Unterdruckvergasern ausgerüstet. Trotz ihres Kardanantriebs drehte der Motor durchzugsstark bereits ab 3000/min bis in den roten Bereich hinein, der bei 10000/min begann. Die Getriebeabstufung war mit der Kettenversion identisch, jedoch wurde die Sekundärübersetzung länger gestaltet, was den sechsten Gang zu einem Schongang degradierte. Die 221 kg schwere Maschine erreichte eine Höchstgeschwindigkeit von 170 km/h. Der Kraftstoffverbrauch blieb unverändert, mit einem Tankinhalt von 21 L war eine Reichweite von über 400 km möglich. Die Niederquerschnittsbereifung in 100/90 H 19 vorn und 120/90 H 18 hinten machten das Motorrad handlich und sehr manövrierbar. Die hinteren, luftunterstützten Federbeine konnten in ihrer Druckstufe angepasst werden. Für einen Preis von 7199 DM erhielt man ein Modell mit Gepäckträger und H4-Beleuchtung, zeitgleich offerierte Kawasaki zum Gepäckträger passende Koffer-Haltebügel.

## Z 550 F (ZR 550 A)
Im Jahr 1983 wurde das Basismodell der Z 550-Reihe mit der gleichen Monofederung am Hinterrad wie die GPZ 550 versehen. Damit ähnelte die Z 550 F ihrer GPZ-Schwester deutlich, nur die Lackierung und die fehlende Lampenverkleidung machten den Unterschied aus. Der Tank fasste 18.5 L, die Sitzbank war nun nicht mehr klappbar, sondern wurde gesteckt. Die Instrumentenkonsole wurde ebenfalls von der GPZ übernommen und über dem eckigen H4-Scheinwerfer platziert. Die vorderen Bremsscheiben waren dünner im Vergleich zur GPZ, hinten arbeitete eine gestängebetätigte Trommelbremse. Vergaser mit 26 mm verbesserten die Fahrleistung, offiziell blieb jedoch die Leistungsangabe gleich. Das Fahrwerk war handlich und gewährleistete einen stabilen Geradeauslauf. Die Vorderradgabel konnte luftunterstützt angepasst werden, das hintere Federbein war jedoch nur schwer zugänglich.
Im Jahr 1984 wurde die ZR 550 A1, erhältlich in Silber und Weinrot, durch die ZR 550 A2 abgelöst, dieses Modell war, sonst technisch unverändert, auch in Kardinalrot erhältlich. Als Z 550 „Sport“ blieb das Modell bis 1985 im Programm.
Alle Z 550 konnten auf Wunsch auf versicherungsgünstige 27 PS gedrosselt werden.